# بن ببر
بن ببر (بالإنجليزية: Ben Pepper)‏ مواليد 15 يوليو 1975، هو لاعب كرة سلة أسترالي بدأ مسيرته الاحترافية في سنة 1996. اعتزل اللعب في 2008.

## روابط خارجية
- بن ببر على موقع الاتحاد الدولي لكرة السلة (الإنجليزية)
- بن ببر على موقع سبورتس رفرنس (الإنجليزية)
- بن ببر على موقع كرة السلة الأوروبية.كوم (الإنجليزية)
- بن ببر على موقع ريلجم (الإنجليزية)
- بن ببر على موقع بروبوليرز (الإنجليزية)